# 尼子清定
尼子 清定（あまご きよさだ）は、室町時代中期から後期にかけての武将。出雲国守護代、月山富田城主。尼子氏3代当主。

## 生涯
尼子氏は佐々木氏の傍流にあたる京極氏の分家。応永17年（1410年）、尼子持久の子として誕生。主君・京極持清より偏諱を受けて清定と名乗る。
父から出雲守護代を引き継いだのは応仁元年（1467年）頃とみられる。応仁の乱勃発により守護・京極氏の支配が急速に衰退、松田氏や三沢氏ら国人領主に反京極氏の気運が巻き起こったが清定はこれを鎮圧、山名氏の出雲侵入を撃退した。この勲功により持清から能義郡奉行職や幕府御料所である美保関代官職を与えられる。文明元年（1469年）から3年（1471年）にかけて出雲国大原郡、美保関、伊難波城で争う。
清定は出雲東部での勢力を強め、文明6年（1474年）頃から公用銭の上納を怠るなど（美保関の公用銭5万疋のうち1万疋を5年間免除するよう京極政経と取り決めた）、独立の動きを見せるようになる。文明8年（1476年）出雲能義郡土一揆を鎮圧する。文明11年（1479年）嫡男経久に京極政経から能義郡利弘、下今津、意宇郡阿陀加江、竹内が安堵される。
長享元年（1488年）死去、享年78。
晩年の記録は少ないが、『雲陽軍実記』には「牢人の身となり、漂泊流浪のうちに病死す」とある。